# نرخ تازه‌سازی
نرخ تازه‌سازی (به انگلیسی: Refresh rate، تلفظ انگلیسی: ری‌فِرَش رِیت، تلفظ رایج در ایران: رِفْرِش‌ْرِیت) که می‌تواند آهنگِ−، سرعتِ− یا بسامدِ تازه‌سازی هم گفته‌شود، به تعداد یا سرعتی می‌گویند که تصویر بر روی نمایشگر در هر ثانیه به‌روزرسانی (بازتازه) می‌گردد.
این تفسیری گوناگون از یکای اندازه‌گیری فریم ریت است، نرخ تازه‌سازی شامل تصاویری پیاپی از فریم‌های یکسان است در حالی که فریم ریت برای اندازه‌گیری مقدار منبع ویدئویی است که توانا به تغذیه کل فریم از داده‌های تازه در یک نمایشگر است. نرخ تازه‌سازی استاندارد ۶۰ بار در هر ثانیه (هرتز) است، در حالی که صحنه‌هایی با سوژه‌های متحرک و سرعت بالا، نرخ تازه‌سازی ۶۰ هرتز ممکن است تصاویری تار یا شتاب‌زده ایجاد کنند. برای ایجاد تصاویری پایدارتر، از نرخ تازه‌سازی ۱۲۰ هرتز و در برخی موارد ۲۴۰ هرتز استفاده می‌شود.

## واژه‌نامه
1. ↑  واژهٔ «نرخ» ترجمه جاافتاده و رایج اما اشتباه واژهٔ «rate» است. این واژه در انگلیسی معانی متعدد دارد در حالی که نرخ در فارسی به معنی قیمت است.[۱]